# Ардов, Михаил Викторович
Михаи́л Ви́кторович А́рдов (род. 21 октября 1937, Москва, СССР) — русский писатель, публицист и мемуарист; клирик Российской православной автономной церкви, протопресвитер; настоятель московского храма святых Царственных мучеников и Новомучеников и Исповедников Российских на Головинском кладбище, благочинный Московского благочиния РПАЦ; до 1993 года был священником Русской православной церкви, служил в Ярославской и Московской епархиях.

## Биография
Сын писателя Виктора Ардова (настоящая фамилия Зигберман) и актрисы Нины Ольшевской, родной брат Бориса Ардова и единоутробный брат Алексея Баталова. В 1960 году окончил факультет журналистики МГУ. Был профессиональным литератором.
В 1964 году принял крещение. С 1967 года иподиакон в Скорбященском храме на Ордынке. В 1980 году в Вербное воскресенье был рукоположён в сан диакона в Ярославле в храме во имя святителя Иннокентия, митрополита Московского. На Пасху 1980 года рукоположён в сан священника митрополитом Иоанном (Вендландом).
Направлен служить Свято-Троицкий храм в селе Горинское, затем служил в селе Петрове под Ярославлем. В ноябре 1986 году уехал из Ярославской епархии и вышел за штат. В 1987 году получил назначение в храм в Егорьевске Московской области. Был близок к архиепископу Киприану (Зёрнову). Настоятель Свято-Троицкой церкви села Низкого.
В июне 1993 года вышел из юрисдикции Московского патриархата и перешёл в Русскую зарубежную церковь, став клириком Суздальской епархии, возглавляемой Валентином (Русанцовым). Вместе с Валентином (Русанцовым) ушёл в раскол, и с 1995 года являлся клириком административно-канонически независимой от РПЦЗ Российской православной свободной церкви (в 1998 году переименована в Российскую православную автономную церковь). После постройки храма Святого Царя-Мученика Николая на Головинском кладбище стал его настоятелем и возглавлял почти все праздничные богослужения в нём вплоть до 19 января 2019 года (Крещение Господне). Регулярно вёл колонку воспоминаний об известных личностях в газете «Метро», постоянный автор Портала-Кредо.ру. Часто выступал как комментатор в различных СМИ с критикой РПЦ.
В сентябре 2006 года вызвал критику в адрес РПАЦ со стороны заместителя председателя ОВЦС протоиерея Всеволода Чаплина в прямом эфире пятничной программы Авторского телевидения (АТВ) «Новое времечко»; инцидент освещался в некоторых СМИ.
24 ноября 2017 года в Иверском храме Синодального дома в Суздале митрополитом Феодором (Гинеевским) возведён в сан протопресвитера.
С 2020 года находится в частном пансионате для пожилых людей.

## Позиция по некоторым вопросам

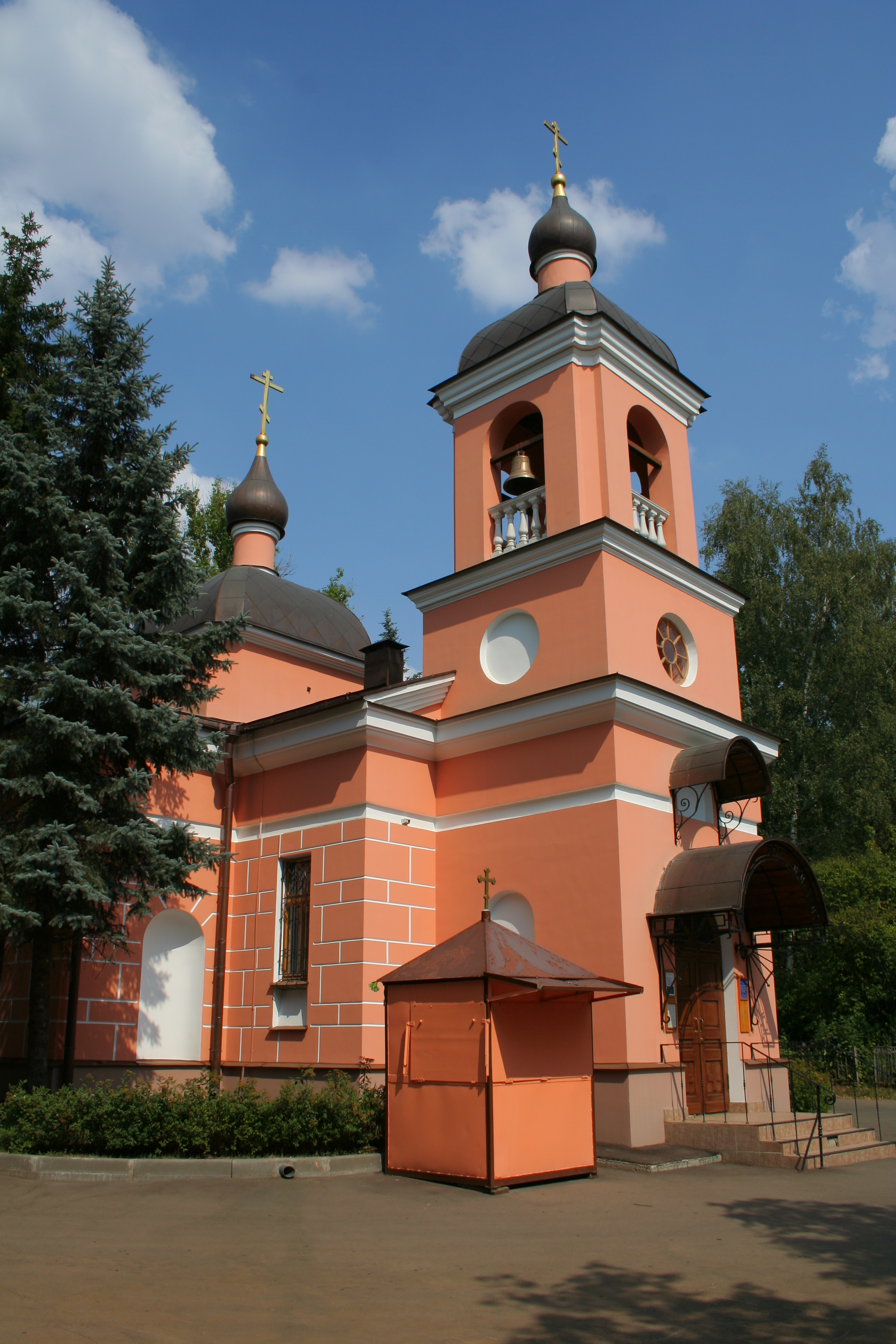
Храм св. Царственных мучеников и Новомучеников и Исповедников Российских на Головинском кладбище

В 1990-е годы газета «Известия» напечатала статью Михаила Ардова, в которой он выступал против начатого мэром Юрием Лужковым строительства храма Христа Спасителя в Москве, дав затем себе обет никогда не входить в этот храм. В дальнейшем он неоднократно публично шутил на эту тему, называя его «храм Лужка-строителя», а также опубликовал свою шутку, что «первый храм на этом месте строил архитектор Тон, а второй храм построил архитектор Моветон».
Высказался по делу Шрайбер (2006) следующим образом: «Как религиозный деятель я, естественно, с Дарвином не согласен и считаю, что человека на седьмой день творения (что такое в библейском смысле „день“, можно трактовать по-разному) сотворил Бог. А теория Дарвина преподаётся просто безобразно! Да это и не теория, а гипотеза. Научная теория — это то, что можно доказать экспериментально. Возьмите обезьяну и выведите из неё человека (генетически или как угодно) — тогда это и будет теория. Так что, сейчас это гипотеза, и преподавать её в качестве научной теории — это некое материалистическое жульничество, которое уже давно процветает в мире».
Последовательно выступал как противник любых контактов РПЦЗ с Московским Патриархатом. По поводу подписания Акта о каноническом общении (2007) сказал: «В результате этого слияния можно считать, что Русская зарубежная церковь своё существование прекратила. Собственно, она не сейчас прекратила. То, что люди сегодня видели — это не развязка, это эпилог. <…> зарубежная церковь прекратила своё существование в тот момент, когда в Синоде зарубежной церкви вообще встал вопрос о том, что возможны переговоры с Московской патриархией. В этот момент — всё».
В 2012 году заявлял о неприятии Олимпийских игр и любых спортивных соревнований, а также недопустимости занятий физической культурой и спортом для христиан.
Каноны Православной Церкви запрещают нам посещать любые зрелища, даже такие, казалось бы, невинные, как конно-спортивные соревнования. И по этой причине настоящий христианин не может быть ни «фанатом», ни «болельщиком». Но мало того — истинный сын Церкви не может заниматься ни физкультурой, ни тем паче спортом, ибо все подобные упражнения являются, выражаясь языком церковным, «попечением о плоти», а от этого нас предостерегает первоверховный Апостол Павел (Послание к Римлянам 13:14).
Будучи большим сторонником объединения «истинно-православных церквей», причащает у себя представителей всех «осколков» РПЦЗ, ушедших из неё.

## Книги
Ряд книг Михаила Ардова, в том числе и светской тематики, помимо стандартных книжных магазинов, распространяются (на февраль 2019 года) через церковную лавку храма св. Царя-Мученика Николая РПАЦ в Москве.
- Мелочи архи…, прото… и просто иерейской жизни. — М.: Изд-во им. Сабашниковых, 1995. — 256 с. — ISBN 5-8242-0034-3.
  - Мелочи архи…, прото… и просто иерейской жизни. — М.: Собрание, 2006. — 244 с. — ISBN 5-9606-0016-1.
- Сердце царево в руце Божией: нравственный облик Царя-Мученика Николая / сост. протоиерей Михаил Ардов. — М.: [б. и.], 1996. — 26 с.
- Возвращение на Ордынку. Воспоминания, публицистика. — СПб.: ИНАПРЕСС, 1998. — 320 с. — ISBN 5-87135-063-1.
- Вокруг Ордынки: мемуары, повести. — СПб.: ИНАПРЕСС, 2000. — 464 с. — ISBN 5-87135-096-8.
- Легендарная Ордынка. Портреты. — М.: Б.С.Г. — Пресс, 2001. — 528 с. — ISBN 5-93381-053-3.
- Шостакович в воспоминаниях сына Максима, дочери Галины и протоиерея Михаила Ардова. — М.: Захаров, 2003. — 174 с. — ISBN 5-8159-0342-6.
- Монография о графомане. Воспоминания. — М.: Захаров, 2004. — 522 с. — ISBN 5-8159-0394-9.
  - Монография о графомане : воспоминания. — М. : Захаров, 2005 (Екатеринбург : ГИПП Урал. рабочий). — 525 с. — (Биографии и мемуары). — ISBN 5-8159-0394-9
- Матушка Надежда и прочие невыдуманные рассказы. — М. : Собрание, 2004. — 221 с. — ISBN 5-9606-0004-8 — 1000 ещё
- Всё к лучшему… — М.: Б. С. Г. — Пресс, 2006. — 800 с. — ISBN 978-5-93381-270-8.
- Узелки на память. — М.: Собрание, 2006. — 164 с. — ISBN 5-9606-0017-X.
  - Узелки на память. — М.: Б.С.Г.-пресс, 2018. — 715 с. — ISBN 978-5-93381-388-0 — 1500 экз.
- Прописные истины. — М.: Гриф и Ко, 2007. — 264 с. — ISBN 978-5-8125-0913-2.
- Улыбка и мурлыканье : заметки читателя. — М.: Собрание, 2007. — 157 с. — ISBN 978-5-9606-0036-1
  - Улыбка и мурлыканье: заметки читателя. — М.: Б.С.Г.-Пресс, 2016. — 312 с. — ISBN 978-5-93381-357-6 — 1000 экз.
- Со своей колокольни. — М.: Собрание, 2008. — 686 с. — ISBN 978-5-9606-0064-4
  - Со своей колокольни. — Изд. доп. — Москва: Б.С.Г.-Пресс, 2015. — 527 с. — ISBN 978-5-93381-342-2 — 1000 экз.
- Великая душа. Воспоминания о Дмитрии Шостаковиче. — М.: Б. С. Г. — Пресс, 2008. — 270 с. — ISBN 978-5-93381-275-3.
  - Čovek velike duše : knjiga o Šostakoviču / prev. s rus. Lidija Subotin. — Beograd : Rad, 2008. — 147 с. — (Reč i misao; kn. 588). — ISBN 978-86-09-00992-1
- Заметки кладбищенского попа. — М.: Собрание, 2009. — 80 с. — ISBN 978-5-9606-0080-4.
  - Заметки кладбищенского попа. — М.: Собрание, 2010. — 126 с. — ISBN 978-5-9606-0096-5
- Цистерна. — М.: Б. С. Г.-Пресс, 2013. — 390 с. — ISBN 978-5-93381-317-0
- Исподтишка меняются портреты. — М.: Б.С.Г. — Пресс, 2013. — 720 с. — ISBN 978-5-93381-320-0.
- Проводы: хроника одной ночи. — М.: Б.С.Г.-Пресс, 2014. — 300 с. — ISBN 978-5-93381-343-9 — 1000 экз.
- Записки для подземелья. — М.: Б.С.Г.-Пресс, cop. 2016. — 614 с. — ISBN 978-5-93381-366-8 — 1000 экз.